# Фицджеральд, Генри, 12-й граф Килдэр
Генри Фицджеральд (англ. Henry FitzGerald, 12th Earl of Kildare, 1562 — 1 августа 1597) — 12-й граф Килдэр (1585—1597), так известен как Генри на Туах — «Генри Топор». Ирландский аристократ, лорд, граф, пэр Ирландии, политик, полководец, государственный и военный деятель.

## Биография
Генри Фицджеральд был вторым сыном Джеральда Фицджеральда, 11-го графа Килдэра (1525—1585), и Мейбл Браун (ок. 1536—1610).
В 1585 году после смерти своего отца Генри Фицджеральд унаследовал титул графа Килдэра и владения графов Килдэр. Прозвище Генри на Туах (ирл. — Henry na Tuagh) — Генри Боевой Топор он получил за участие в боевых действиях во время нападения испанской «Непобедимой армады» на Британские острова в 1588 году.
В 1597 году он участвовал в подавлении восстания графа Тирона в Ольстере за независимость Ирландии. Во время этой войны он был смертельно ранен. Раненый в перестрелке при Блэкуотер в июле 1597 года, он был доставлен в Дроэду, где скончался от ран.

## Семья
Генри Фицджеральд был женат с 1589 года на Фрэнсис Говард (ум. 11 июля 1628), старшей дочери Чарльза Говарда, 1-го графа Ноттингема (1536—1624), и Кэтрин Кэри (около 1547—1603). У супругов не было сыновей, поэтому все владения, замки, поместья и титул графа Килдэра унаследовал его младший брат, Уильям Фицджеральд, который стал 13-м графом Килдэр. Но в браке у супругов были дочери. Выжили как минимум две дочери:
- Леди Бриджит Фицджеральд (около 1590 — ок. 1661)[3], 1-й муж — Рори О’Доннелл, 1-й граф Тирконнелл (1575—1608), 2-й муж — Николас Барневолл, 1-й виконт Барневолл[англ.] (1592—1663). От двух браков были дети
- Леди Элизабет Фицджеральд[англ.] (до 1597—1611)[1], жена Люка Планкета, 1-го графа Фингалла[англ.] (умер в 1637), когда он ещё был бароном Киллин. Она умерла в Дублине в 1611 году, после этого её муж женился ещё три раза и стал графом Фингаллом[англ.] в 1628 году.

После смерти графа Фрэнсис вышла замуж во второй раз — за Генри Брука, 11-го барона Кобема.